# Paolo Giovio

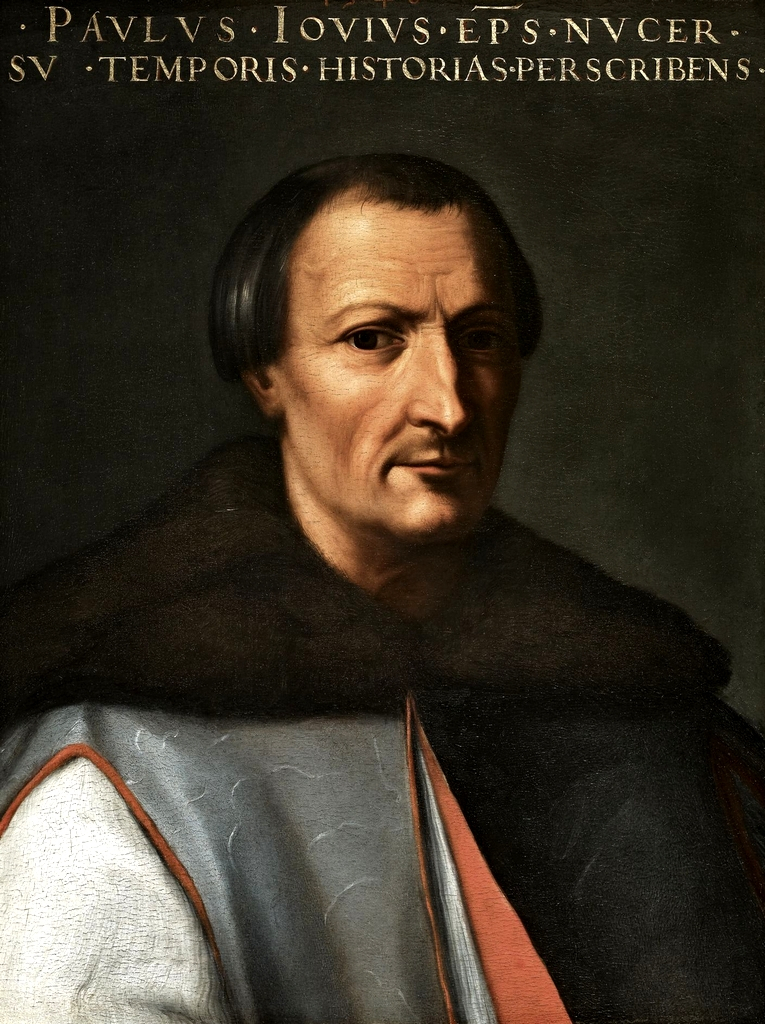
Paolo Giovio

Paolo Giovio (latinisiert Paulus Iovius; * 21. April 1483 oder 1486 in Como; † 11. Dezember 1552 in Florenz) war ein italienischer Geschichtsschreiber, Biograph, Sammler, katholischer Bischof und Arzt. Sein Bruder Benedetto Giovio (1471–1545) war ebenfalls Geschichtsschreiber.

## Leben & Wirken
Paolo Giovio wurde in Como als Sohn des Notars Luigi Zobio, der einer patrizischen Familie entstammte, und Elisabetta Benzi geboren. Paolo selbst latinisierte später seinen Nachnamen zu „Iovius“, woraus, re-italianisiert, „Giovio“ entstand. Sein allgemein akzeptiertes Geburtsdatum ist der 21. April 1483, obwohl dies lediglich durch die Inschrift auf seinem provisorischen Grab belegt ist. Schenkt man jedoch Giovios eigener Aussage in einem Brief Glauben, müsste sein Geburtsjahr 1486 gewesen sein. Nach dem frühen Tod seines Vaters um 1500 wurde er von seinem über zehn Jahre älteren Bruder Benedetto aufgezogen. Benedettos historische, philologische und archäologische Studien weckten das Interesse Paolos an diesen Themen.
Seine literarischen Studien setzte er vermutlich in Mailand bei Demetrios Chalkokondyles und Aulo Giano Parrasio fort. Ab 1506 studierte Giovio in Padua Medizin und bei Pietro Pomponazzi Philosophie. 1507 wechselte er nach Pavia und schloss dort 1511 sein Medizinstudium beim nur wenige Jahre älteren Anatom Marcantonio della Torre ab.
Von seinem Bruder animiert zog er 1512 nach Rom, um dort als Arzt zu praktizieren. Zunächst war er beim Kardinal Bandinello Sauli angestellt, ab 1514 war er auch Dozent für Moralphilosophie an der Universität von Rom. Während er dort lehrte und als Arzt arbeitete, begann Giovio um das Jahr 1515 sein ambitioniertestes Projekt, nämlich die Niederschrift einer Geschichte seiner Zeit (Historiae sui temporis). Aus diesen Jahren sind die ersten Briefe Giovios erhalten. Seine Korrespondenz diente nicht nur rein offiziellen oder privaten Zwecken, sondern immer wieder auch Recherchen für seine Bücher. So versuchte er z. B. für sein Geschichtswerk möglichst aus erster Hand Informationen über wichtige Ereignisse zu erhalten. Seine Kontakte zur Accademia Romana ermöglichten es ihm inzwischen, seinen lateinischen Stil zu verfeinern, wobei er sich am strengen Klassizismus orientierte, der von Vorbildern wie Caesar, Sallust und Livius inspiriert war.
Nach der Absetzung Saulis wegen dessen vermeintlicher Verwicklung in die angebliche Verschwörung Alfonso Petruccis trat Giovio in den Dienst von Kardinal Giulio de’ Medici, des späteren Papstes Clemens VII. Ab 1517 war Giovio dauerhaft an der Seite Giulios und lebte im Umfeld der römischen Kurie, wo er engen Kontakt zu vielen der historischen Persönlichkeiten hatte, über die er schrieb. In den letzten Jahren des Pontifikats von Leo X. war Giulio de’ Medici Statthalter in Florenz. In seinem Gefolge verbrachte auch Giovio viel Zeit dort, arbeitete an seinen Historiae und nahm aktiv am intellektuellen Leben der Stadt teil. Unter anderem besuchte er die Gesprächsrunden in den Orti Oricellari und vertiefte sein Wissen über die florentinische Geschichtsschreibung, einschließlich des De bello Italico von Bernardo Rucellai. Gleichzeitig übernahm Giovio auch Aufgaben am Hof seiner Gönner: So war er beispielsweise für die Themenwahl des berühmten Freskenzyklus in der Medici-Villa von Poggio a Caiano verantwortlich.
Politisch unterstützte Giovio die von Leo X. geführte Kampagne gegen die Franzosen mit dem Ziel, die libertas Italiae (Freiheit Italiens) wiederherzustellen. Die Franzosen sollten von der Halbinsel vertrieben und die Sforza in Mailand wieder eingesetzt werden. 1521 erlebte Giovio die Auswirkungen diesen Konflikt hautnah, als er Zeuge der Plünderung seiner Heimatstadt Como durch die kaiserlich-spanischen Truppen unter dem Kommando des Marchese von Pescara, Ferdinando Francesco d’Avalos, wurde. Seine Bemühungen um die Freiheit Mailands setzte er auch unter dem Pontifikat von Hadrian VI. fort, indem er Giulio de’ Medici bei dessen Unternehmungen unterstützte, das Bündnis mit dem Kaiserreich aufrechtzuerhalten. In den Jahren 1522–1523 begleitete Giovio den kaiserlichen Gesandten Gerolamo Adorno auf einer Mission nach Venedig mit der Absicht, die Serenissima von Frankreich zu lösen und in das habsburgische Lager zu ziehen.
Der Aufstieg seines Gönners Giulio de’ Medici zum Papst mit dem Namen Clemens VII. im Jahr 1523 verschaffte Paolo Giovio noch größeren Einfluss und er wurde von Botschaftern und Vertretern fürstlicher Höfe umworben. Seine Gemächer im Vatikan wurden zu einem Treffpunkt für Prälaten und Diplomaten, die auf der Suche nach den neuesten Nachrichten waren. Immer mehr zog Giovio die Informationen für seine Historiae aus einem dichten Netzwerk von Briefkontakten, das er mit großer Sorgfalt pflegte und das ihm bei Historikern des 19. Jahrhunderts den Ruf eines „Protojournalisten“ einbrachte. Zeitgleich erarbeitete Giovio sich den Ruf eines feinsinnigen Kritikers der Künste und der Literatur, vernachlässigte dabei aber seine eigene schriftstellerische Tätigkeit nicht. Sein De Romanis piscibus libellus („Büchlein über die römischen Fische“) ist das Ergebnis seiner Teilnahme an den päpstlichen Festen und Banketten, die er regelmäßig besuchte. 
Diesen Erfolgserlebnissen zum Trotz fühlte sich Giovio vom Papst für seine Dienste nicht ausreichend belohnt und war immer wieder auch auf andere Gönner angewiesen. Einer davon war der mächtige päpstliche Diplomat Gian Matteo Giberti. Außerdem gab er seine Tätigkeit als Arzt nicht auf, wie unter anderem sein Traktat De optima victus ratione („Über die beste Ernährungsweise“) zeigt.
Auch das politische Handeln von Clemens VII. machte Giovio zunehmend besorgt, da der Papst sich allmählich vom Bündnis mit Kaiser Karl V. abwandte, das er als Kardinal gefördert hatte. Der im Mai 1526 gegründeten Liga von Cognac zwischen Frankreich, Papst Clemens VII., Francesco Sforza, Venedig und Florenz stand er ablehnend gegenüber. Dennoch blieb Giovio im Jahr darauf während des Sacco di Roma an der Seite seines Förderers in der Engelsburg, bis der Papst aufgrund einer Pestepidemie dazu angehalten war, sein Gefolge zu verkleinern. Immerhin erhielt er als Belohnung für seine Treue das süditalienische Bistum Nocera dei Pagani, das 1527 vakant geworden war. Beim ersten Besuch seiner Diözese, die er bis zu seinem Tod nur wenige Male aufsuchen sollte, fand er diese durch den Krieg verwüstet vor.
Während seines Aufenthalts in Nocera erhielt er eine Einladung von Vittoria Colonna nach Ischia. Dort verbrachte er mehrere Monate und knüpfte nicht nur eine enge Freundschaft mit Vittoria Colonna, sondern auch mit Costanza d’Avalos und ihrem Neffen Alfonso, dem Marchese von Vasto. Auf Ischia widmete Giovio sich literarischen Gesprächen und Reflexionen, die ihn zu seinem bedeutenden Dialog De viris et foeminis aetate nostra florentibus inspirierten. Erst im Spätherbst 1528 reiste er nach Rom zurück, nachdem auch der Papst dorthin zurückgekehrt war.

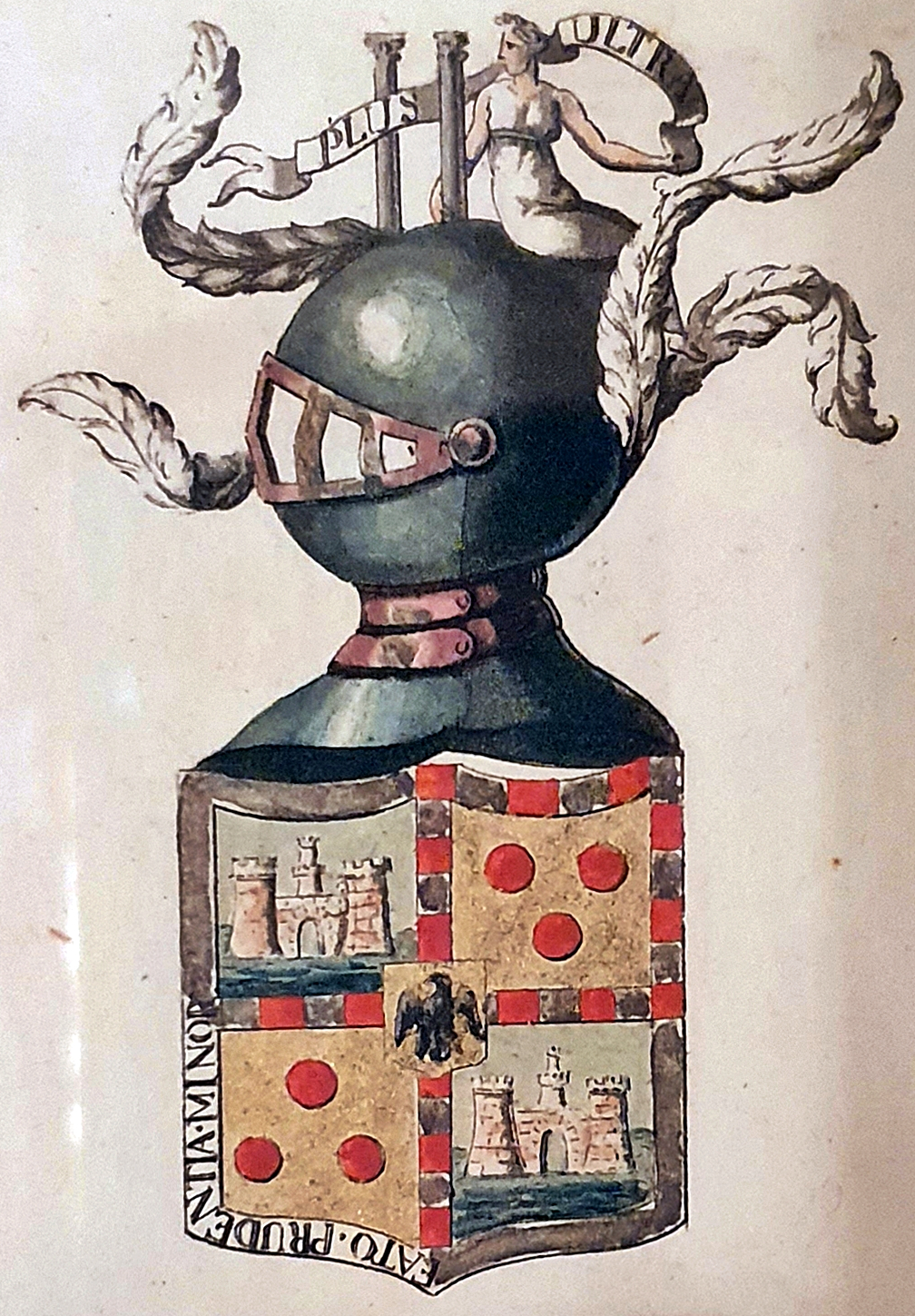
Wappen der Familie Giovio mit den Säulen des Herakles und dem kaiserlichen Wahlspruch Plus ultra als Helmzier sowie Giovios Motto Fato prudentia minor unten (heraldisch) rechts

In Folge war Giovio auch bei der Krönung Karls V. in Bologna im Jahr 1529 zugegen und wurde vom Kaiser als Anerkennung für seine Verdienste um die kaiserliche Sache, seine Haltung gegenüber dem Papst und seinen wachsenden Ruf als zeitgenössischer Historiker mit dem Titel eines Pfalzgrafen geehrt. Zudem erhielt er die Erlaubnis, die Säulen des Herakles in das Familienwappen aufzunehmen. In den letzten Jahren des Pontifikats von Clemens VII. knüpfte Giovio, möglicherweise auf Wunsch des Papstes, eine Verbindung zum jungen Kardinal Ippolito de’ Medici. Als Mitglied von Ippolitos Kreis wurde er Zeuge der enttäuschenden Kreuzzugskampagne Karls V. in Ungarn.
1534 und 1535 starben Giovios Gönner Clemens VII. und Kardinal Ippolito, worauf er sich dem Enkel des neuen Papstes Paul III., Kardinal Alessandro Farnese anschloss. Dem jungen Kardinal war er als erfahrener Höfling ein gut informierter Berater, der ihm Einblicke in die Geschichte zahlreicher Persönlichkeiten und diplomatischer Situationen geben konnte, mit denen dieser konfrontiert war. Diese Beziehung spiegelt sich im vertraulichen Ton der Briefe Giovios an Kardinal Alessandro wider. Giovio war darum bemüht, Alessandro von seiner Vorstellung für Frieden in Europa zu überzeugen. Das bedeutete seiner Ansicht nach erstens ein starkes Bündnis zwischen Papst und Kaiser, um die französischen Ambitionen in Italien einzudämmen. Zweitens brauche es energische Feldzüge gegen das osmanische Reich, um die Freiheit der Meere zu sichern und Ungarn zu befreien. Drittens war er der Meinung, dass das Problem des Protestantismus notfalls militärisch gelöst werden müsse.
Zunächst hatte Giovio vor diesem Hintergrund die Wahl Pauls III. zum Papst und die Anfänge von dessen Amtszeit noch sehr wohlwollend zur Kenntnis genommen. Hinzu kam der Triumph Karls V. in Tunis im Jahr 1535, sodass sich ein nun hoffnungsvollerer Giovio motiviert sah, die Arbeit an seinen Historiae wieder aufzunehmen, die er nach dem Trauma der Plünderung Roms und den schwierigen Folgejahren unterbrochen hatte. Während dieser Zeit begleitete er den Papst und Kardinal Alessandro zu zahlreichen wichtigen Anlässen, darunter die Gespräche zum Waffenstillstand von Nizza 1538, der den dritten italienischen Krieg beendete.
Lange hielt diese positive Stimmung jedoch nicht an: Kaiser Karl V. wurde durch die ständigen Angriffe Frankreichs in Bedrängnis gebracht und erwies sich als nicht in der Lage, sowohl gegen die Protestanten als auch gegen die Türken wirksam vorzugehen. Papst Paul III. neigte außerdem zunehmend dazu, Frankreich gegenüber dem Kaiserreich zu begünstigen, um die Interessen seiner Familie, der Farnese, auf Kosten der res publica Christiana zu fördern. Bei Giovio setzte bald Ernüchterung ein über den päpstlichen Nepotismus sowie dessen, seiner Ansicht nach, zu konziliante Politik, insbesondere gegenüber der Reformation. Da er selbst die offensichtlichen kirchlichen Missstände (wie etwa den klerikalen Luxus oder die Korruption) reformiert sehen wollte, hatte Giovio anfänglich noch mit den Forderungen Luthers sympathisiert. Bald erkannte er aber, dass die Positionen der Lutheraner mit der Lehre der römischen Kirche schlussendlich nicht zu vereinbaren waren. Mehrfach brachte er in seiner Korrespondenz dieser Zeit zum Ausdruck, dass das geplante Konzil der Reformation nur helfen würde, da es einerseits zu spät käme und andererseits die Kirche radikalen Reformatoren ausliefern würde.

Im Kreis der Farnese erlebte Giovio zuerst seine einflussreichste Zeit in Rom, dann aber einen sukzessiven Abstieg, der schließlich zur Abkehr von der Kurie und der ewigen Stadt führen sollte. Er war es, der Giorgio Vasari dem Kardinal Farnese vorstellte und ihm den Auftrag verschaffte, eine der großen aulae der Cancelleria mit Fresken auszustatten. Ebenso wurde Vasari durch ihn angeregt, seine berühmten Vite zu verfassen. Von 1535 bis mindestens 1541 war Paolo Giovio Mitglied der Kongregation der Deputierten für den Bau des Petersdoms. Seine Erwartungen in die Großzügigkeit der Farnese wurden nicht völlig enttäuscht, da er durch die Vermittlung Alessandros eine beträchtliche Anzahl von Pfründen und Privilegien erhielt, die die bereits von den Medici gewährten Einkünfte und Erträge ergänzten. Er sowie seine Neffen, an die er einige dieser Begünstigungen weitergab, profitierten also auch von den Gepflogenheiten innerhalb der römischen Kirche, die er gerade beim Papst kritisierte. Hinzu kamen Zuwendungen von Karl V. und Franz I. sowie Geschenke und Gunstbeweise zahlreicher anderer Gönner, darunter Federico II. Gonzaga, Ercole II. d’Este, Cosimo I. de’ Medici, Francesco II. Sforza, Ferrante I. Gonzaga, Fernando Álvarez de Toledo, Herzog von Alba, und Alfonso d’Avalos. Letzterem schrieb G. den größten Beitrag zum Bau seines „Museums“ zu.

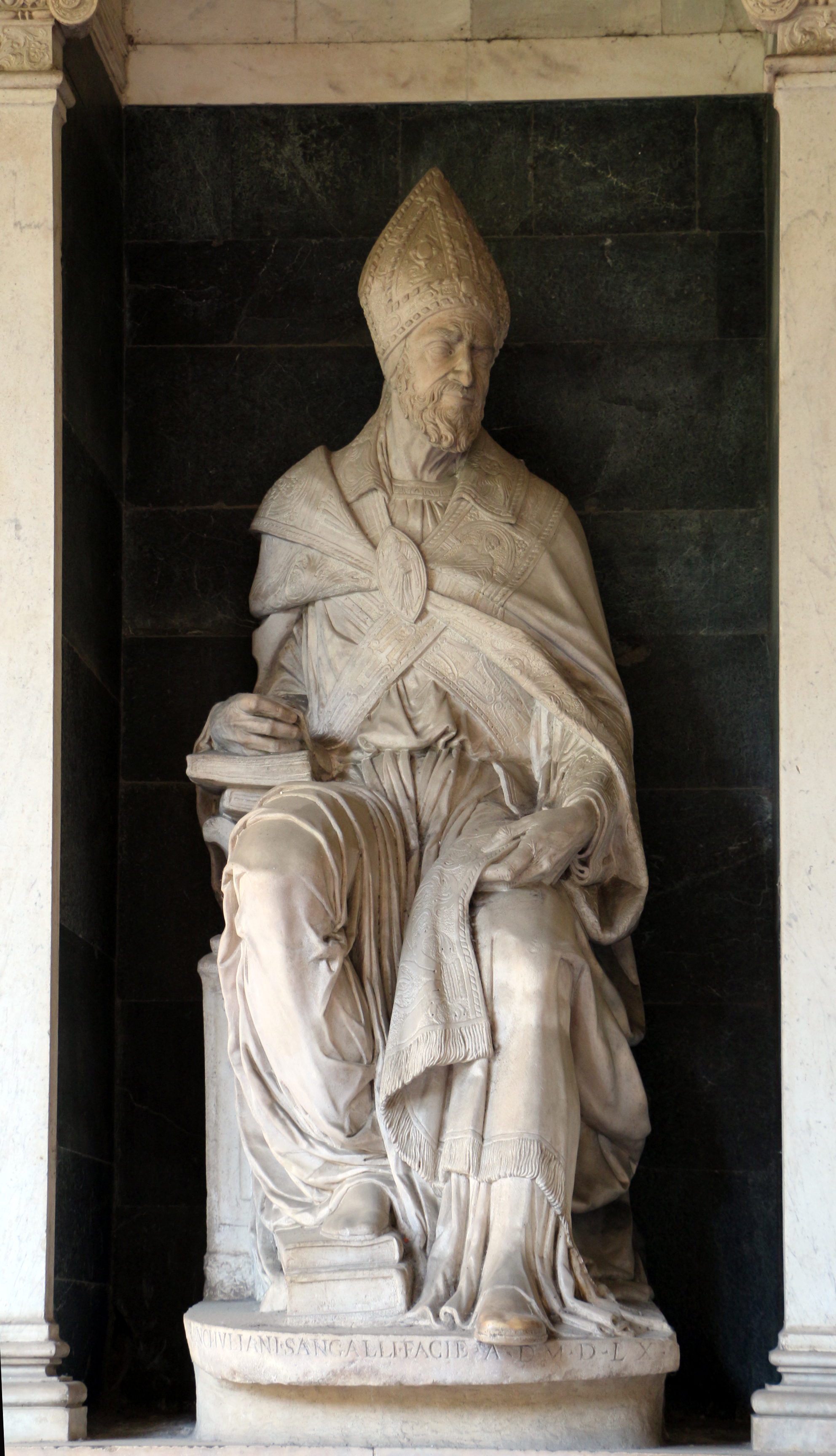
Francesco da Sangallo, Grabdenkmal für Paolo Giovio

Giovios Beziehungen zur päpstlichen Kurie und insbesondere dem Pontifex selbst verschlechterten sich, wie erwähnt, in den kommenden Jahren deutlich. Dazu trug unter anderem bei, dass er sich hartnäckig weigerte, an den Sitzungen des seiner Ansicht nach kontraproduktiven Konzils von Trient teilzunehmen. Außerdem führten gerade seine guten Verbindungen zu den wichtigsten Unterstützern der kaiserlichen Politik in Italien, vor allem zu Ferrante Gonzaga, dazu, dass er in der Gunst Pauls III. sank. Teilweise aufgrund dieser Freundschaften, teilweise wegen seines offen gezeigten Desinteresses an der Reformbewegung der Kirche, wurde Giovio nicht nur die Kardinalswürde, nach der er so sehr strebte, sondern auch das Bistum Como, das 1548 vakant wurde, versagt. Die Weigerung des Papstes, ihm auch nur eine Entschädigung für das Vorenthalten der Diözese zu gewähren, veranlasste Giovio im Herbst 1549 schließlich, Rom nach einem 37-jährigen Aufenthalt zu verlassen.
Nach einem Winter und Sommer, die er in seinem geliebten Musaeum verbracht hatte, ließ sich Giovio im Herbst 1550 am Hof von Cosimo I. und Eleonora in Florenz nieder. Dort vollendete er sein Hauptwerk, die Historiae sui temporis, welche er Cosimo I. widmete. Der erste Band, der größtenteils aus bereits früher verfassten Büchern bestand, wurde zur Veröffentlichung vorbereitet, während Giovio sich noch in Como aufhielt, und im Winter und Frühjahr 1550 gedruckt. Von den zwanzig Büchern, aus denen der zweite Band besteht, wurden mindestens sieben vollständig oder teilweise zwischen Herbst 1550 und dem Beginn des Sommers 1552 verfasst. Der Druck wurde im September 1552 abgeschlossen.
Nicht lange darauf, in der Nacht vom 11. auf den 12. Dezember 1552, verstarb Paolo Giovio nach einem kurzen Anfall von Koliken in Florenz. Auf Wunsch von Cosimo I. wurde er ebenda in der Basilica di San Lorenzo beigesetzt. Seine Erben veranlassten die Errichtung eines angemessenen Grabdenkmals, das eine Statue von Francesco Giamberti da Sangallo umfassen sollte. Das Denkmal wurde 1574 fertiggestellt und im Kreuzgang nahe dem Eingang zur Biblioteca Laurenziana aufgestellt, wo es sich bis heute befindet.

## Giovios Museum

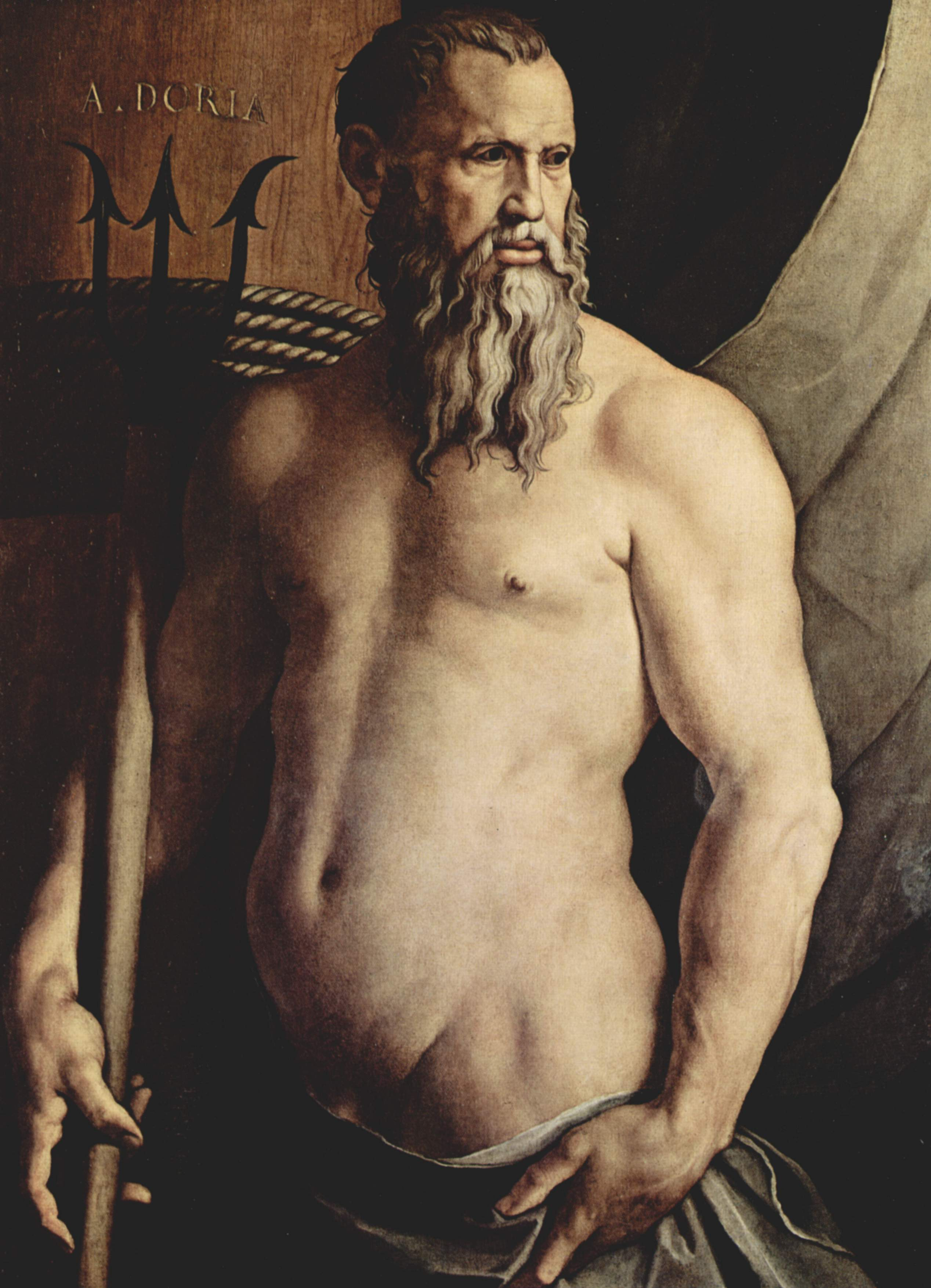
Agnolo Bronzino, Andrea Doria als Neptun

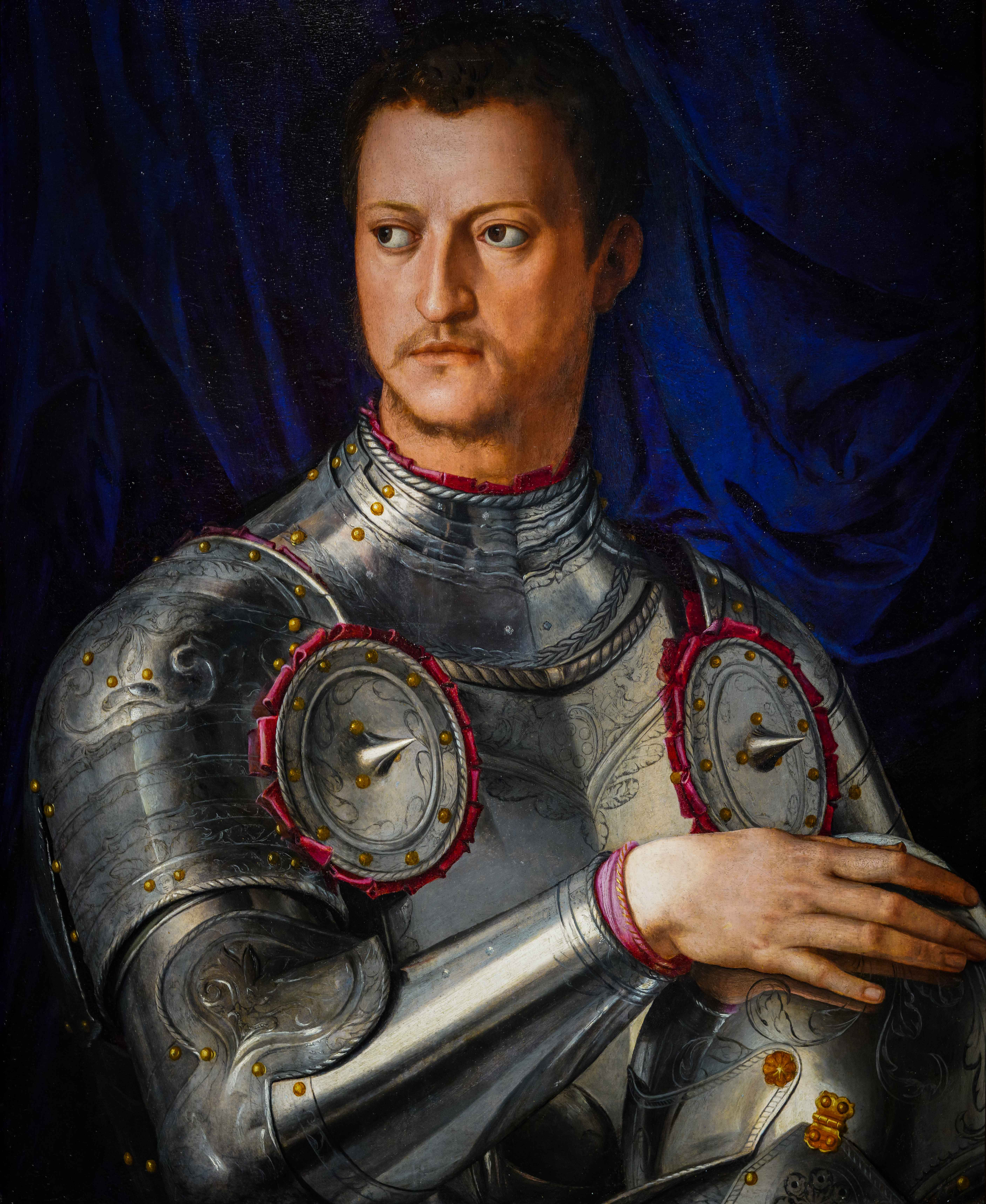
Agnolo Bronzino, Cosimo I. de’ Medici in Rüstung

Schon wenige Jahre nach seiner Ankunft in Rom, jedenfalls aber vor 1521 begann Paolo Giovio damit, Portraits berühmter historischer Persönlichkeiten zu sammeln, vorrangig Staatsmänner, Kriegsleute, Gelehrte und Literaten. Um seine stetig wachsende Sammlung zu beherbergen, ließ er in Borgovico nahe seiner Heimatstadt Como von 1537 bis 1543 eine Villa nach antikem römischen Vorbild errichten. Die Räume, in denen er seine Portraitsammlung aufbewahrte, nannte er sein „Museum“ und mit der Zeit übernahm er diese Bezeichnung für das gesamte Gebäude. Der lateinische Begriff musaeum bezeichnete ursprünglich ein Heiligtum der Musen und in diesem Sinne wollte Giovio auch seine Sammlung verstanden wissen. Die insgesamt um die 400 Portraits, die zum Teil auch in seinem Stadthaus in Como untergebracht waren, sollten als templum virtutis („Tempel der Tugend“) dienen. Zu diesem Zweck versah Giovio die Gemälde mit Beischriften auf Pergament, die Kurzbiographien enthielten, welche er selbst verfasst hatte. Das Zusammenwirken von Text und Bild sollte den Besuchern und Besucherinnen des Museums Charakterbilder vermitteln, die, je nach dargestellter Person, ein vorbildhaftes oder abschreckendes Beispiel sein konnten.
Die gesammelten Gemälde waren von unterschiedlicher künstlerischer Qualität und viele davon sind nicht im Original erhalten. Zwei herausragende und noch existierende Beispiele stammen jedoch aus der Hand Bronzinos, und zwar Andrea Doria als Neptun und Cosimo I. de’ Medici in Rüstung.

## Werke (Auswahl)

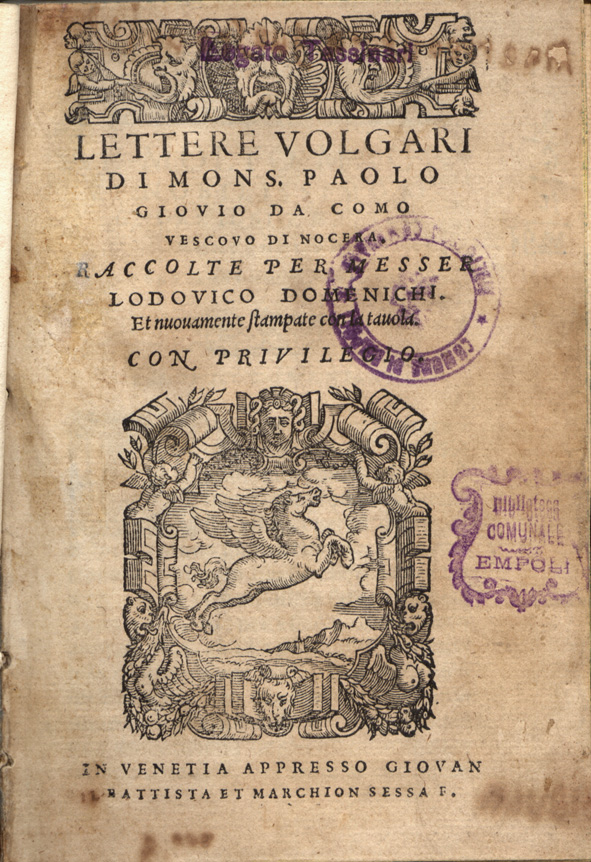
Lettere volgari / di mons

- Pauli Iovii Novocomensis medici de Romanis piscibus libellus ad Ludovicum Borbonium cardinalem amplissimum, Roma, F. Minitius Calvus, 1524 (Digitalisat).
- De optima victus ratione, 1527 (zeitgenössisch nicht gedruckt, enthalten in Pauli Iovii opera 9).
- De viris et foeminis aetate nostra florentibus, 1528 (zeitgenössisch nicht gedruckt, enthalten in Pauli Iovii opera 9 sowie Gouwens 2013).
- Elogia veris clarorum imaginibus apposite, quae in Musaeo Ioviano Comi spectantur. Addita in calce operis Adriani Pont. Vita, Venetiis, Michael Tramezinus, 1546 (erste Edition der Elogia virorum literis illustrium (Digitalisat).
  - 1557 wurde in Antwerpen eine, durch Johannes Latomus maßgeblich erweiterte, Edition veröffentlicht (Digitalisat); 1561 (Digitalisat) und 1571 (Digitalisat) folgten zwei weitere Editionen in Basel, basierend auf der erweiterten Ausgabe von 1557; 1577 (Digitalisat) wurde in Basel bei Pietro Perna eine illustrierte Edition gedruckt, versehen mit Holzschnitten aus der Werkstatt des Tobias Stimmer).

- Pauli Iovii Novocomensis Episcopi Nucerini Elogia virorum bellica virtute illustrium veris imaginibus supposita, quae apud Musaeum spectantur. Volumen digestum est in septem libros, Florentiae, Laurentius Torrentinus, 1551 (erste Edition der Elogia virorum bellica virtute illustrium (Digitalisat)).
  - Weitere Editionen 1561 (Digitalisat) und 1571 (Digitalisat) in Basel (zweibändige Ausgabe gemeinsam mit den Elogia virorum literis illustrium) sowie 1575 (Digitalisat) eine illustrierte Edition in Basel bei Pietro Perna, ebenso mit Holzschnitten von Tobias Stimmer.
- Historiarum sui temporis tomus primus, Florentiae, Laurentius Torrentinus, 1550 (Digitalisat) und Historiarum sui temporis tomus secundus, Florentiae, Laurentius Torrentinus, 1552 (Digitalisat).
  - Zeitgenössisches ‚Universal-‘Geschichtswerk, das den Zeitraum von 1494 bis 1544 abdeckt und an dem Giovio über fast 40 Jahre hinweg immer wieder gearbeitet hat.[18]
- Lettere volgari di Mons. Paolo Giovio, Venetia, Giovan Battista & Marchion Sessa, 1560 (Digitalisat): Giovios Korrespondenz, hrsg. von Lodovico Domenichi.

## Moderne Ausgaben und Übersetzungen
- Giuseppe Guido Ferrero (Hrsg.): Epistularum pars prior. Pauli Iovii opera 1, Rom 1956.
- Giuseppe Guido Ferrero (Hrsg.): Epistularum pars altera. Pauli Iovii opera 2, Rom 1958.
- Michele Cataudella (Hrsg.): Vitarum pars prior (Leonis decimi, Hadriani sexti, Pompei Columnae cardinalis vitae). Pauli Iovii opera 6, Rom 1987.
- Renzo Meregazzi (Hrsg.): Elogia virorum illustrium. Pauli Iovii opera 8, Rom 1972.
- Ernesto Travi – Mariagrazia Penco (Hrsg.): Dialogi et descriptiones. (De piscibus; Moschovia; Descriptio Britanniae; De optima victus ratione; Dialogus de viris et foeminis aetate nostra florentibus; Larius; Dialogo dell’imprese). Pauli Iovii opera 9, Rom 1984.
- Franco Minonzio (Hrsg.): Paolo Giovio: Elogi degli uomini illustri, Einaudi, Turin 2006 (italienische Übersetzung).
- Kenneth Gouwens (Hrsg.): Paolo Giovio: Notable Men and Women of Our Time. The I Tatti Renaissance Library 56, Harvard University Press, Cambridge (Massachusetts) 2013, ISBN 978-0-674-05505-6 (lateinischer Text und englische Übersetzung).
- Kenneth Gouwens (Hrsg.): Portraits of Learned Men. The I Tatti Renaissance Library 95, Cambridge (Mass.)/London 2023, ISBN 978-0-674-29015-0 (lateinischer Text und englische Übersetzung der Elogia virorum literis illustrium).
- Musaeum Iovianum (lateinischer Text und deutsche Übersetzung sowie Analysen der Versepigramme in den Elogia virorum literis illustrium).